# Iglesia de la Compañía (Arequipa)
La Iglesia de la Compañía es una de las numerosas iglesias ubicadas en el Centro Histórico de Arequipa. Se encuentra ubicada entre el Portal de la Municipalidad y el Portal de Flores. Templo erigido por la Compañía de Jesús en la ciudad peruana de Arequipa, uno de los ejemplos más destacados de la llamada arquitectura barroca andina.
En el interior del templo se pueden apreciar retablos de madera tallada recubiertos con pan de oro. En la sacristía está la capilla de San Ignacio, con murales polícromos que muestran la flora y la fauna tropicales. Los claustros fueron edificados en el siglo XVIII.

## Datos históricos
La construcción de la Iglesia de la Compañía se inicia en el año de 1590. Estuvo bajo la dirección del hermano Felipe y fue terminada de construir en 1698-99.
Al igual que en otros edificios de la ciudad, el material para su construcción procede de las canteras de sillar de Arequipa. Las propiedades físicas de esta roca volcánica la convierten en una piedra muy fácil de labrar, pero dificultan la talla en profundidad por su textura porosa. Esto dio lugar al desarrollo de un tipo de decoración superficial que, como en el caso de la iglesia de la Compañía, traspasa los límites de la portada y cubre parcialmente el resto del paramento formando un gran tapiz en piedra.

## Arquitectura

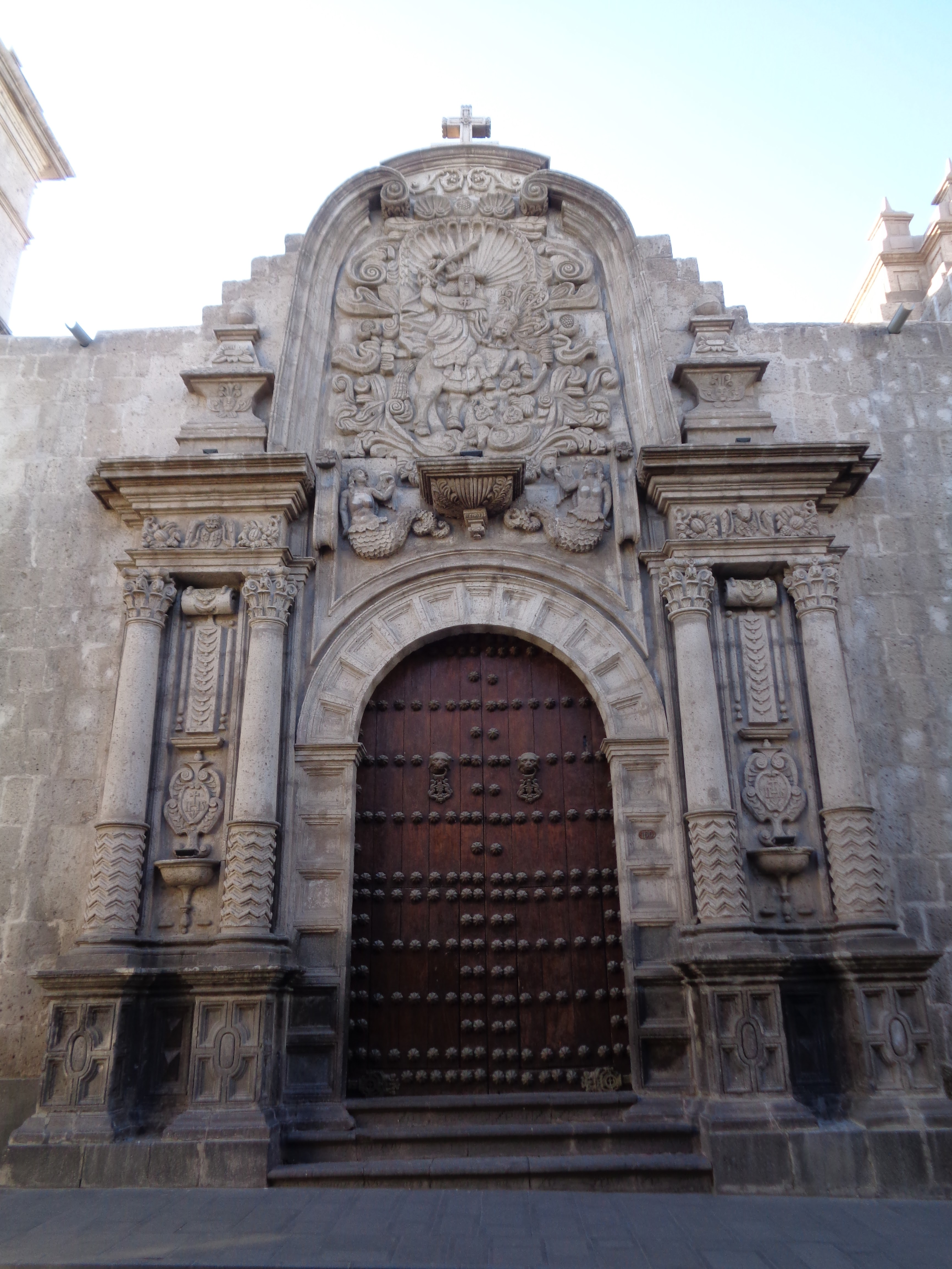
Portada lateral de la Iglesia de la Compañía de Jesús

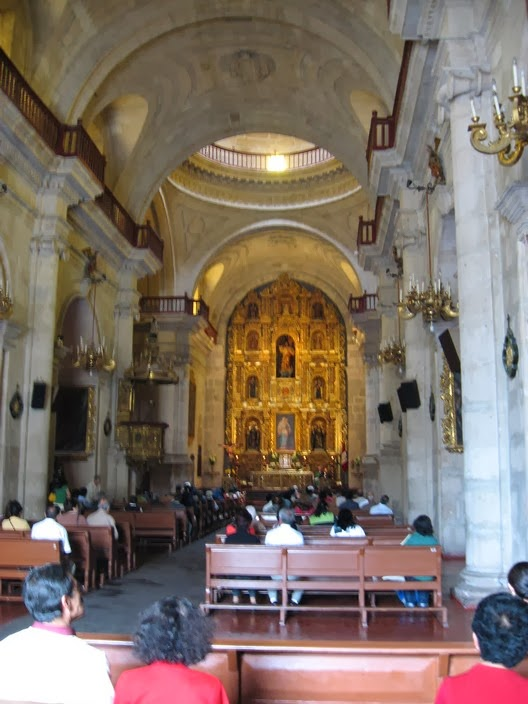
Iglesia de la Compañía, vista interior

La planta es de cruz latina y consta de tres naves, profundas capillas laterales, un crucero y una cúpula sobre pechinas. El templo y la fachada, al igual que el resto de monumentos coloniales de la ciudad de Arequipa, están hechos de piedra sillar que es porosa, blanquísima, de muy fácil talla y la que más se adecuaba a las labores ornamentales.
La fachada principal, de estilo barroco mestizo, se impone como una de las obras maestras —cabeza de serie— de la decoración colonial sudamericana. Se distingue por tratar el relieve en superficie y no en profundidad. La fachada principal de la iglesia fue reconstruida en 1698 después de un terremoto.
Aunque pertenezca a la segunda mitad del siglo XVII su influencia se extiende a lo largo del siglo XVIII, no solo en entorno arequipeño, sino también tiene influencia en el territorio peruano, la novedad que se inicia con esta decoración planiforme es la de utilizar elementos autóctonos americanos, plantas, animales y asuntos resucitados de la mitología prehispánica mezclados con motivos europeos, que tapizan la fachada con verdadero horror al vacío.
En su interior cabe destacar el altar mayor, uno de los más bellos de Arequipa, que ostenta en la parte central una de las mejores pinturas, La Virgen con el niño, del pintor italiano Bernardo Bitti, que llegó al Perú en 1575.

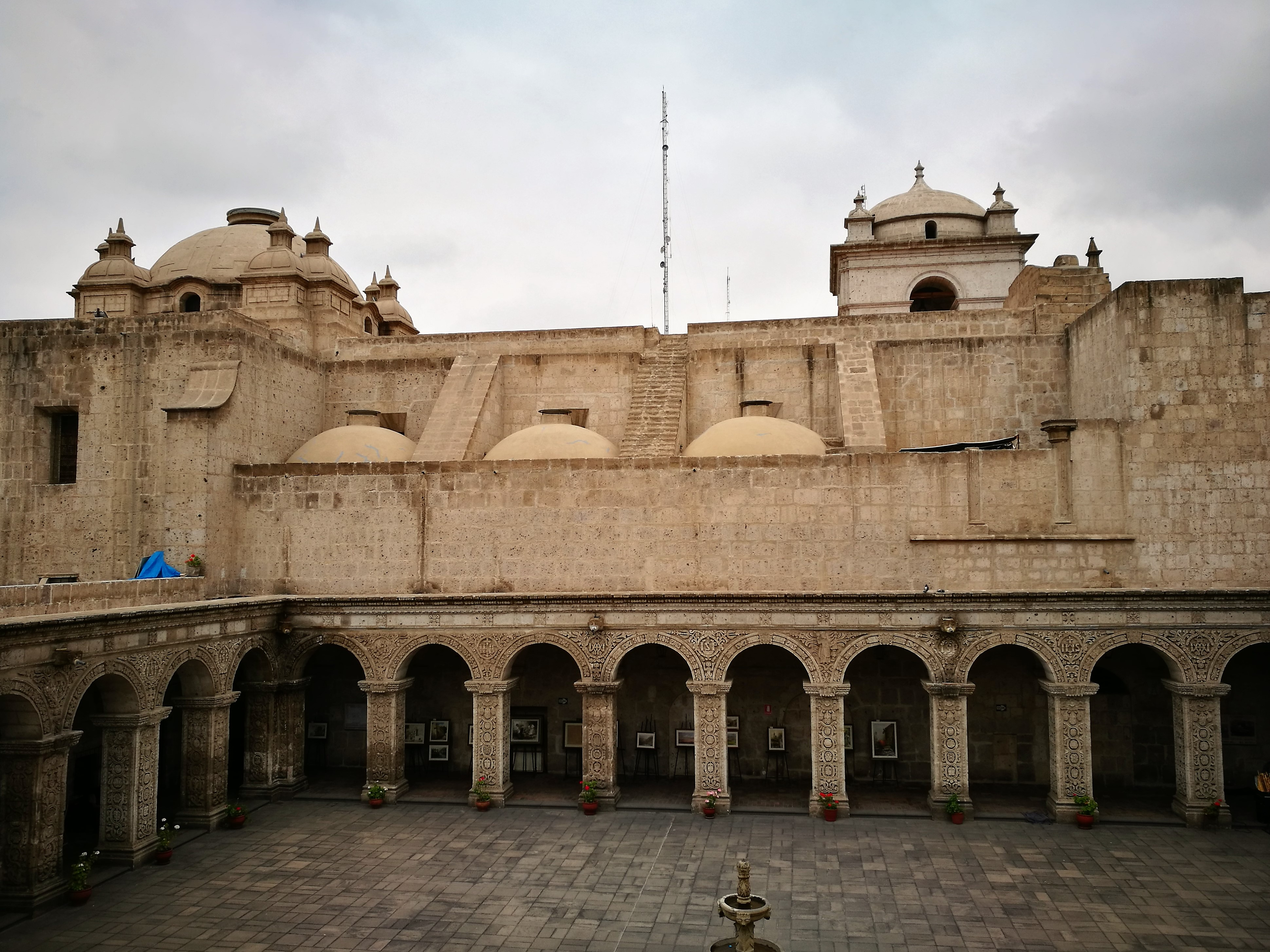
Uno de los claustros

Del resto del edificio merece la pena destacar la portada lateral y los dos claustros, cubiertos también por una rica decoración en piedra.